# 小行星455502

(455502) 2003 UZ413是一顆太陽系海王星外天體，2003 UZ413與海王星的軌道共振為3:2，類似冥王星，因此被分類為冥族小天體。2003 UZ413可能是矮行星。

## 觀測
天文學家已經觀測過30次2003 UZ413衝 (天體位置)，最早一次觀測可以追溯至1954年。

## 軌道
(455502) 2003 UZ413與海王星的軌道共振為3:2，類似冥王星，因此被分類為冥族小天體。2003 UZ413自轉速度很快，週期為4.1小時。2003 UZ413是自轉第二快的海王星外天體，僅次於妊神星。2003 UZ413也是妊神星族的成員。

## 物理性質
(455502) 2003 UZ413大小仍不清楚，直徑可能大約是600公里。2003 UZ413密度可能大於0.72公克/立方公分。

## 外部連結
- Orbital simulation from JPL (Java) / Horizons Ephemeris （页面存档备份，存于）
- 2003 UZ413 Precovery Images （页面存档备份，存于）